# Tichý oceán
Tichý oceán nebo Pacifik (odvozené přídavné jméno tichomořský nebo pacifický) je největší oceán na Zemi. Rozlohou 165,25 milionu km² je větší než všechna pevnina o ploše 148,94 milionu km².

## Geografie

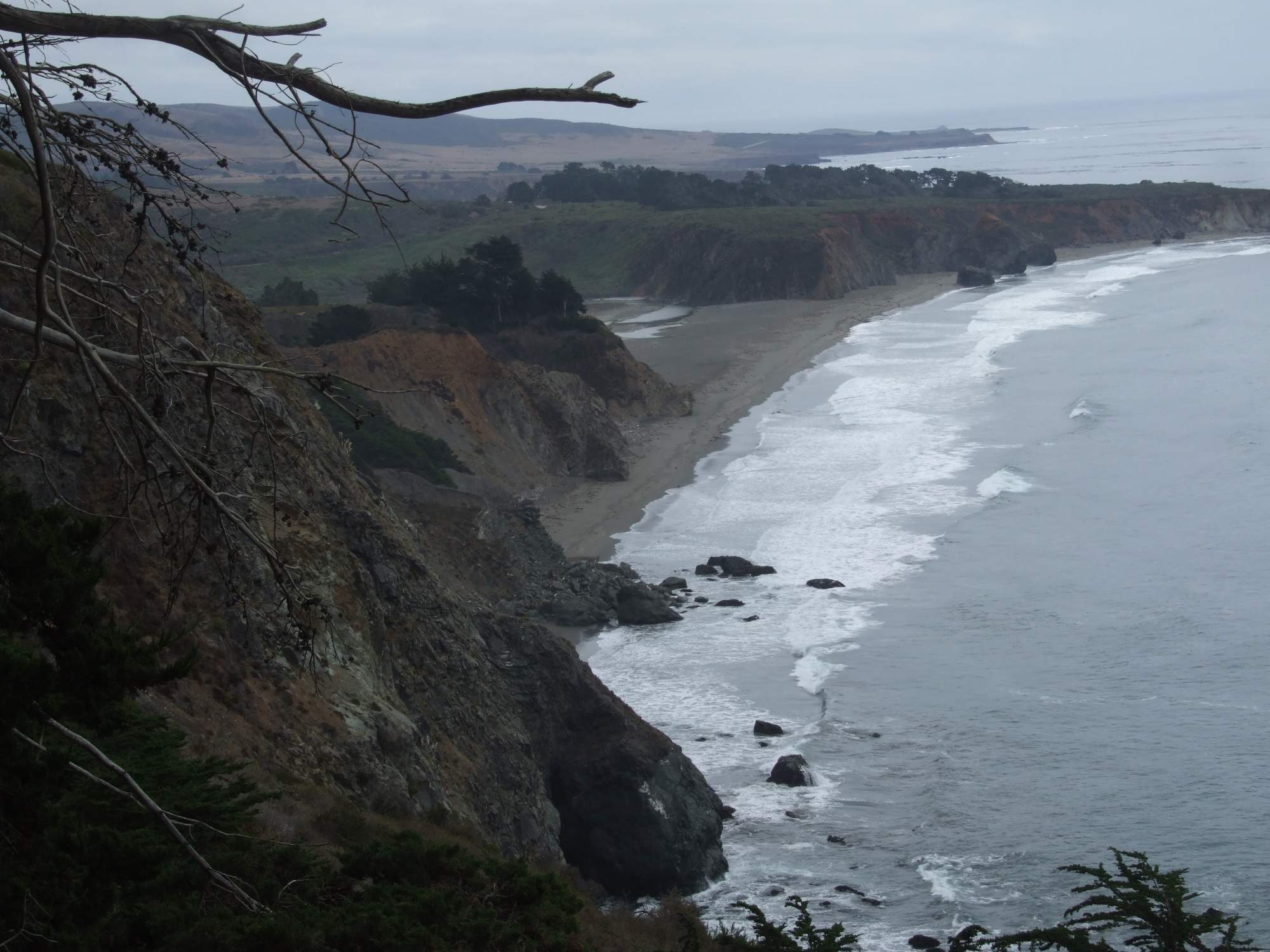
pobřeží Pacifiku

Rozprostírá se od Arktidy na severu po Antarktidu na jihu (např. podle Národní zeměpisné společnosti; podle Mezinárodní hydrografické organizace však sahá pouze k jižní 60. rovnoběžce) a ze stran je ohraničen Asií a Austrálií na západě a Severní a Jižní Amerikou na východě.
S celkovou rozlohou 165,25 milionu km² (resp. 155,6 milionu km² při uvažování Jižního oceánu) bez okrajových moří zabírá 46 % (43 %) vodních ploch a 32 % (30,5 %) celkového povrchu Země. V nejširším místě v tropech měří přes 20 000 km, což je přibližně polovina obvodu zeměkoule, od severu k jihu jeho délka přesahuje 16 000 km. Rovník oceán rozděluje na Severní pacifický oceán a Jižní pacifický oceán.
Střední hloubka Tichého oceánu je 4 000 metrů. Marianský příkop, při západní části Severního Pacifiku, je s hloubkou 10 994 metrů nejhlubším místem na Zemi. V Pacifiku se nachází asi 25 000 ostrovů (více než ve všech ostatních oceánech dohromady). Většina jich je na jih od rovníku. Na západě je Pacifik lemován prstencem činných sopek – Pacifický ohňový kruh. Pro Tichý oceán jsou typická častá zemětřesení, která mají většinou za následek tsunami. V letech 1900 – 2004 bylo zaznamenáno přibližně 800 vln, 17 % u pobřeží Japonska.

## Původ názvu
Oba názvy vycházejí z plavby portugalského mořeplavce Fernão de Magalhãese, který při své cestě na Filipíny v roce 1520 zažil v jeho vodách klidnou plavbu. V latině se moře nazývá Mare Pacificum, „poklidné moře“, odtud název Pacifický, česky Tichý oceán. Po většinu cesty z Magellanovy úžiny na Filipíny se Magellanovi jevil oceán klidným; Pacifik však není vždy mírumilovný. Vyskytuje se v něm mnoho tropických bouří.

## Objev
Pro Evropany objevil Tichý oceán Španěl Vasco Núñez de Balboa (1476–1517), který v roce 1513 překročil Panamskou šíji. První mapu, na které byla zobrazena Amerika, oddělující dva odlišné oceány, vytvořil Martin Waldseemüller roku 1507. O něco později, r.1529, vytvořil Diogo Ribeiro mapu, která už ukazovala Pacifik přibližně ve správné velikosti.

## Okrajové části
- Filipínské moře
- Korálové moře
- Jihočínské moře
- Tasmanovo moře
- Beringovo moře
- Japonské moře
- Ochotské moře

## Ostrovy
V Tichém oceánu je většina ostrovů na světě. Můžeme je rozdělit do tří hlavních skupin: Mikronésie, Melanésie a Polynésie. Mikronésie leží severně od rovníku a západně od mezinárodní datové linie. Jsou v ní 4 skupiny ostrovů: Mariánské ostrovy na severozápadě, Karolínské ostrovy ve středu, Marshallovy ostrovy na východě a ostrovy Kiribati na jihovýchodě.

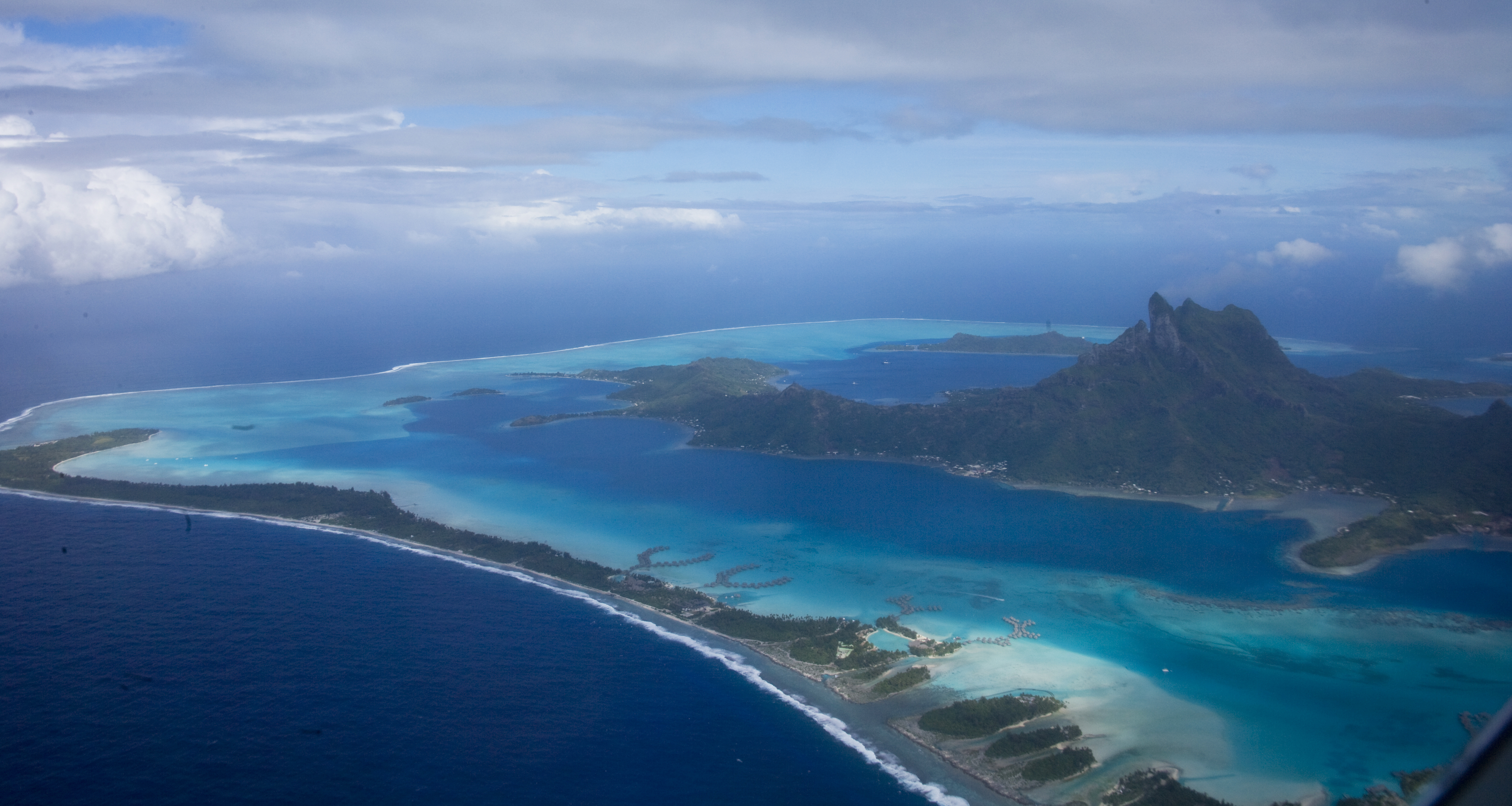
Bora Bora na Společenských ostrovech

Melanésie na jihozápadě zahrnuje Novou Guineu, druhý největší ostrov světa po Grónsku a 6 dalších skupin ostrovů: Bismarckovo souostroví, Šalamounovy ostrovy, Santa Cruz, Vanuatu, Fidži a Nová Kaledonie. Nová Guinea je největším tichomořským ostrovem.
Největší oblast, Polynésie, se táhne od Havaje na severu po Nový Zéland na jihu, který je zde největším ostrovem. Dále je tu 11 dalších skupin ostrovů: Tuvalu, Tokelau, Samoa, Tonga a Kermadecké ostrovy na západě, Cookovy ostrovy, Společenské ostrovy a Australské ostrovy ve středu a Markézské ostrovy, Tuamotu, Mangarevské ostrovy a Velikonoční ostrov na východě.

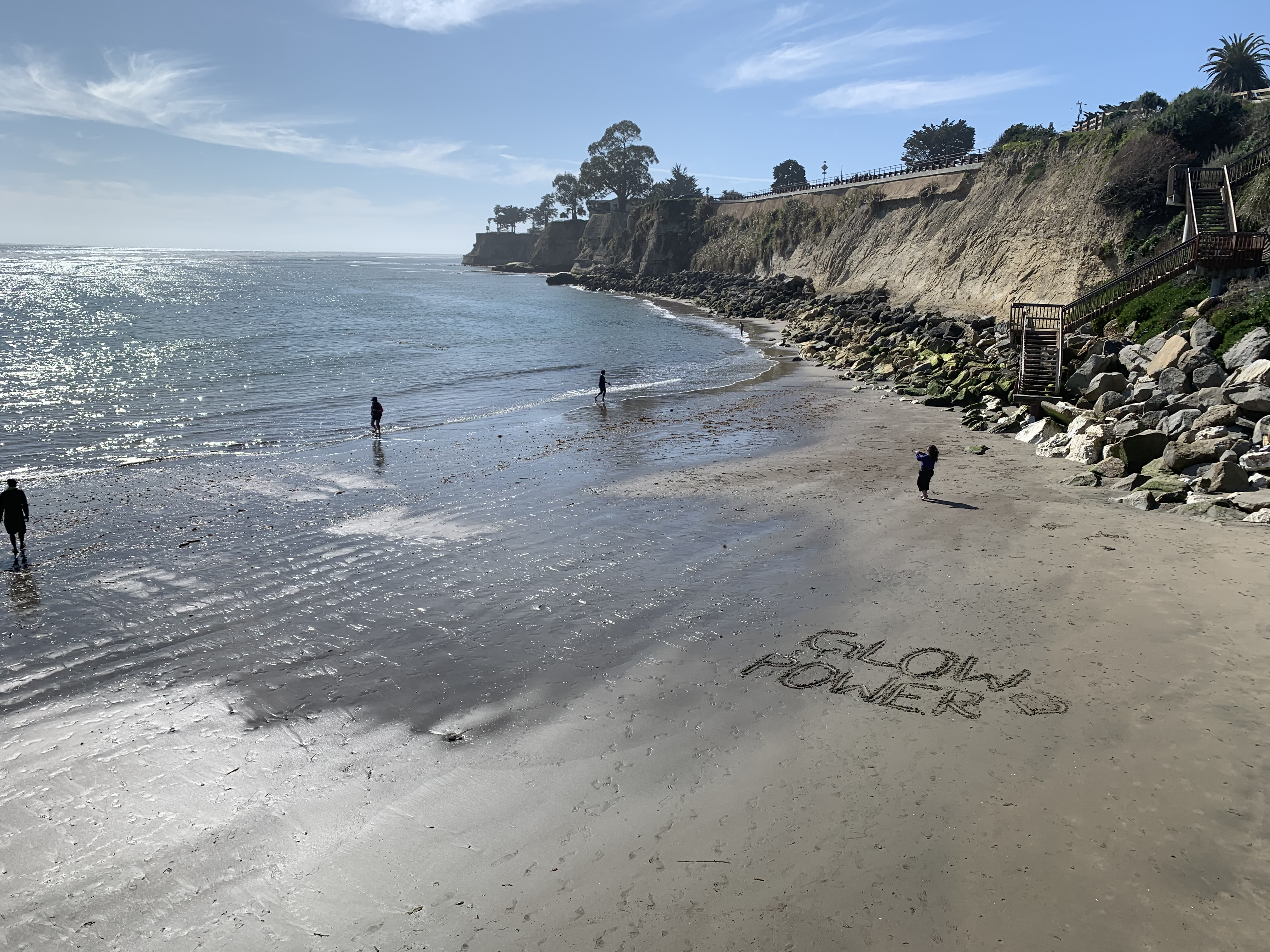
Pláž na Santa cruz

## Charakteristika vody
Objem Tichého oceánu, který představuje asi 50,1 procenta světové oceánské vody, se odhaduje na přibližně 714 milionů kubických kilometrů. Teplota povrchové vody v Pacifiku se pohybuje od -1,4 °C, bodu mrazu mořské vody, v oblastech kolem pólu, až po asi 30 °C v blízkosti rovníku. Slanost se také mění v závislosti na zeměpisné šířce. V jihovýchodní oblasti dosahuje maxima 37 promile. Voda v blízkosti rovníku, která může mít slanost až 34 promile, je méně slaná než voda ve středních zeměpisných šířkách kvůli bohatým rovníkovým srážkám po celý rok. Nejnižší hodnoty, méně než 32 promile, jsou na dalekém severu, protože v těchto mrazivých oblastech dochází k menšímu odpařování mořské vody.

## Ekonomika
Využití nerostného bohatství Pacifiku brání velké hloubky oceánu. V mělkých vodách kontinentálních šelfů u pobřeží Austrálie a Nového Zélandu se těží ropa a zemní plyn. Perly se získávají podél pobřeží Austrálie, Japonska, Papuy Nové Guineje, Nikaraguy, Panamy a Filipín. 

### Rybolov
Lov ryb je v Pacifiku důležitým ekonomickým faktorem. V mělčích pobřežních vodách kontinentů a na mírnějších ostrovech se rodí sledi, lososi, sardinky, chňapalové, mečouni, tuňáci a také korýši. Nadměrný rybolov se v některých oblastech, například v Ochotském moři, stal vážným problémem. 

## Životní prostředí
V severovýchodním Pacifiku, v oblasti mezi Kalifornií a Japonskem, se nachází obrovské množství plastového odpadu. Účinkem mořských proudů se zde vytvořily 3 ostrovy různých plastů, jejichž rozloha je údajně 3x větší než Francie. Tento odpad se často naplavuje na mělčinu i na pláže. Hlavními viníky jsou lidé, kteří využívají řeky k likvidaci svého odpadu. Řeky se poté vlévají do oceánu a kromě různých plastů často přinášejí také chemikálie používané jako hnojiva v zemědělství.

## Nejdůležitější přístavy
- Acapulco, Mexiko
- Anchorage, Aljaška, USA
- Antofagasta, Chile
- Arica, Chile
- Auckland, Nový Zéland
- Bangkok, Thajsko
- Batangas, Filipíny
- Portoviejo, Ekvádor
- Brisbane, Queensland, Austrálie
- Buenaventura, Kolumbie
- Pusan, Jižní Korea
- Cabo San Lucas, Mexiko
- Callao, Peru
- Cebu City, Filipíny
- Čchongdžin, Severní Korea
- Ta-lien, Čína
- Ensenada, Mexiko
- Esmeraldas, Ekvádor
- Guayaquil, Ekvádor
- Hongkong, Čína
- Honolulu, Havaj, USA
- Inčchon, Jižní Korea
- Iquique, Chile
- Kao-siung, Tchaj-wan
- Kitimat, Britská Kolumbie, Kanada
- Keelung, Tchaj-wan
- Klang, Malajsie
- Kóbe, Japonsko
- Laem Chabang, Thajsko
- Long Beach, Kalifornie, USA
- Los Angeles, Kalifornie, USA
- Manta, Ekvádor
- Manzanillo, Mexiko
- Mazatlan, Mexiko
- Melbourne, Victoria, Austrálie
- Manila, Filipíny
- Nampcho, Severní Korea

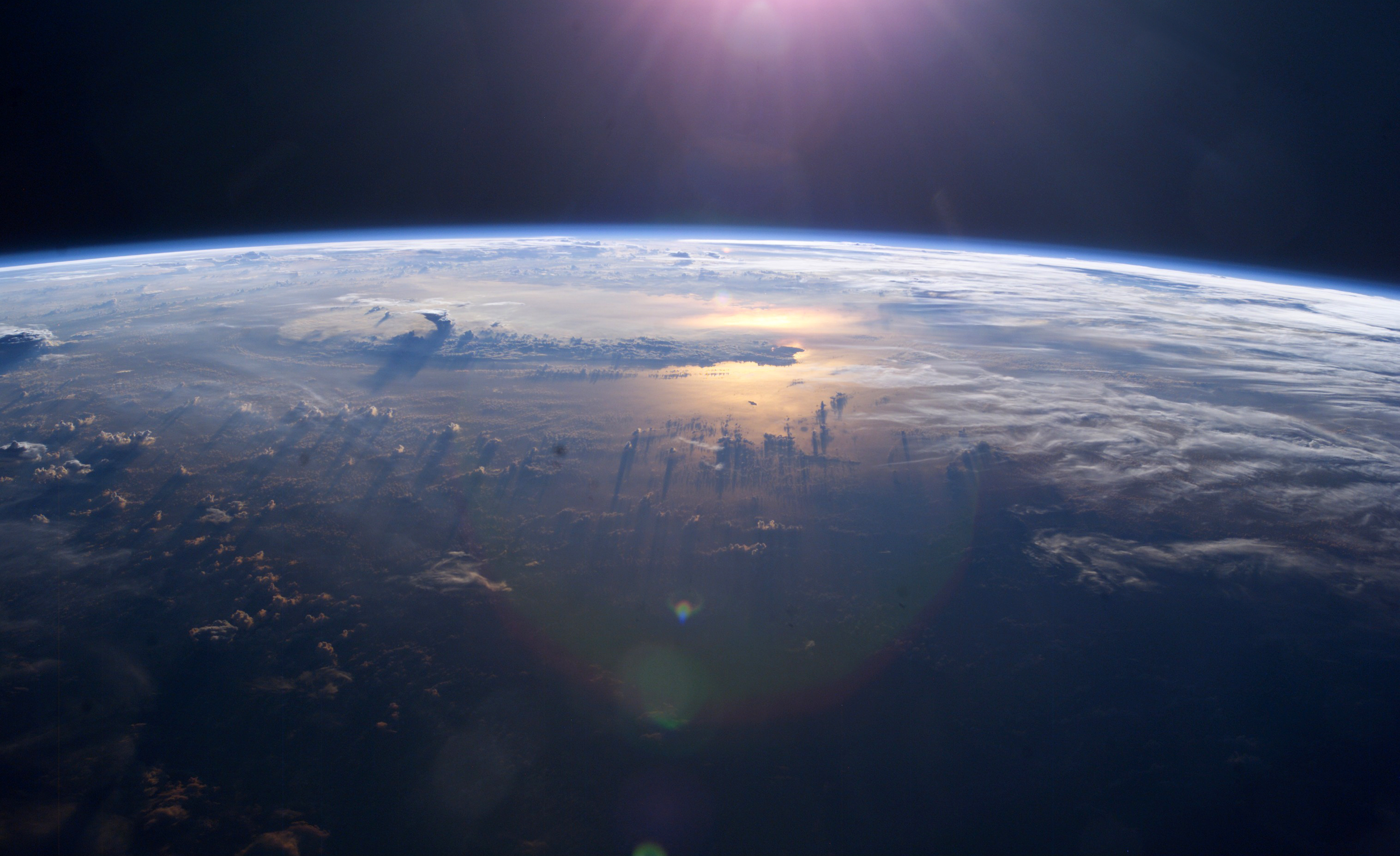
Západ slunce nad Tichým oceánem z paluby Mezinárodní vesmírné stanice.

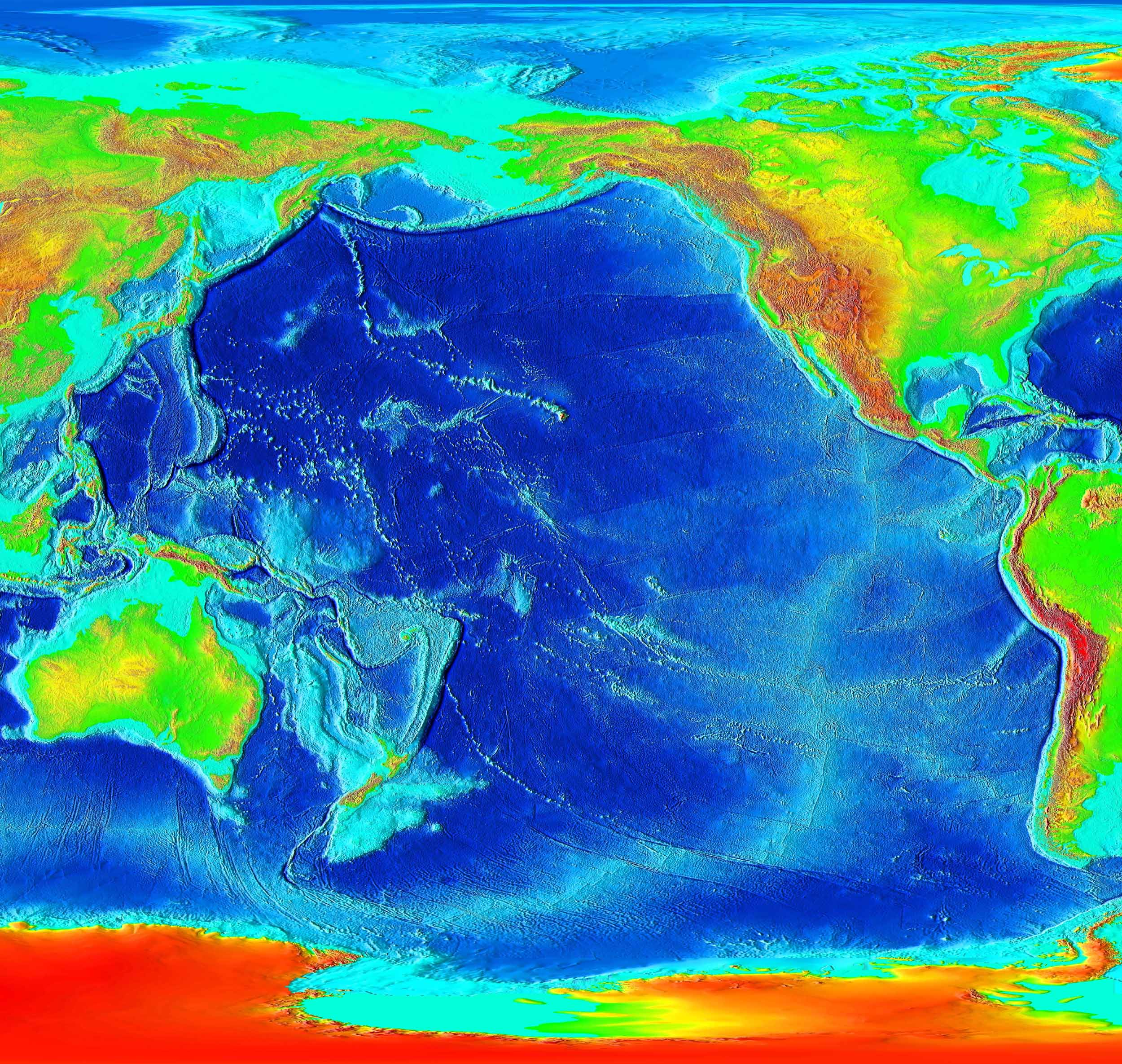
Mapa znázorňující hloubku v Tichém oceánu

- Newcastle, Nový Jižní Wales, Austrálie
- Oakland, Kalifornie, USA
- Ciudad de Panamá, Panama
- Portland, USA
- Prince Rupert, Britská Kolumbie, Kanada
- Puerto Montt, Chile
- Puerto Vallarta, Mexiko
- Čching-tao, Čína
- San Antonio, Chile
- San Diego, Kalifornie, USA
- San Francisco, Kalifornie, USA
- Sapporo, Japonsko
- Seattle, Washington, USA
- Šanghaj, Čína
- Šen-čen, Čína
- Singapur
- Songkhla, Thajsko
- Sydney, Nový Jižní Wales, Austrálie
- Tacoma, Washington, USA
- Tchaj-čung, Tchaj-wan
- Talcahuano, Chile
- Tchien-ťin, Čína
- Tijuana, Mexico
- Valparaíso, Chile
- Vancouver, Britská Kolumbie, Kanada
- Victoria, Britská Kolumbie, Kanada
- Vladivostok, Rusko
- Sia-men, Čína
- Jen-tchaj, Čína
- Jokohama, Japonsko